# Rinmanita
La rinmanita és un mineral de la classe dels òxids que pertany i dona nom al grup de la rinmanita. Rep el seu nom de Sven Rinman (1720–1792), pioner de la mineria i la indústria del ferro sueca.

## Característiques
La rinmanita és un òxid de fórmula química Zn₂Sb₂Mg₂Fe₄O14(OH)₂. Va ser aprovada com a espècie vàlida per l'Associació Mineralògica Internacional l'any 2000. Cristal·litza en el sistema hexagonal. Es troba en forma de petits prismes plans de fins a 0,5 mil·límetres de longitud fent intercreixements amb franklinita. La seva duresa a l'escala de Mohs es troba entre 6 i 7. És un mineral isostructural amb la nolanita.
Segons la classificació de Nickel-Strunz, la rinmanita pertany a «04.CB: Òxids amb proporció metall:oxigen = 2:3, 3:5, i similars, amb cations de mida mitja» juntament amb els següents minerals: brizziïta, corindó, ecandrewsita, eskolaïta, geikielita, hematites, ilmenita, karelianita, melanostibita, pirofanita, akimotoïta, romanita, tistarita, avicennita, bixbyita, armalcolita, pseudobrookita, mongshanita, zincohögbomita-2N2S, zincohögbomita-2N6S, magnesiohögbomita-6N6S, magnesiohögbomita-2N3S, magnesiohögbomita-2N2S, ferrohögbomita-2N2S, pseudorútil, kleberita, berdesinskiïta, oxivanita, olkhonskita, schreyerita, kamiokita, nolanita, iseïta, majindeïta, claudetita, estibioclaudetita, arsenolita, senarmontita, valentinita, bismita, esferobismoïta, sil·lenita, kyzylkumita i tietaiyangita.

## Formació i jaciments
Va ser descoberta a la mina Garpenberg Norra (North), a Hedemora, Dalarna (Suècia). També ha estat descrita a la vall de Babuna, a Nejílovo, província de Veles (Macedònia).